# Mehdi Zeffane
Mehdi Embareck Zeffane (* 19. května 1992 Sainte-Foy-lès-Lyon) je alžírský profesionální fotbalista narozený ve Francii, který hraje na pozici pravého obránce za francouzský klubu Clermont Foot. Mezi lety 2014 a 2021 odehrál také 19 utkání v dresu alžírské reprezentace.

## Klubová kariéra
V A-týmu Lyonu debutoval v ligovém zápase 28. září 2013 proti týmu Lille OSC (remíza 0:0).
V sezóně 2013/14 se dostal s Lyonem do finále Coupe de la Ligue, kde jeho tým podlehl celku Paris Saint-Germain 1:2.